# Präsidentschaftswahl in der Türkei 2023
Die Präsidentschaftswahl in der Türkei fand im Mai 2023 statt, um den Staatspräsidenten der Türkei zu bestimmen. Dieser ist gemäß dem politischen System der Türkei gleichzeitig Chef der Regierung der Türkei. Nach dem ersten Wahlgang am 14. Mai 2023, bei dem keiner der Kandidaten eine absolute Mehrheit der Stimmen erhielt, kam es zur Stichwahl zwischen dem erneut antretenden Amtsinhaber Recep Tayyip Erdoğan und Kemal Kılıçdaroğlu am 28. Mai 2023. Diese konnte Erdoğan knapp für sich entscheiden. Die Wahlbedingungen und die öffentliche Meinung wurden im Vorfeld der Wahl verschiedentlich undemokratisch beeinflusst, v. a. durch ein Gerichtsverfahren gegen den möglichen Gegenkandidaten Ekrem İmamoğlu und durch überrepräsentative mediale Berichterstattung zugunsten Erdoğans.
Neben der Präsidentschaftswahl fand am Tag des ersten Wahlgangs die Parlamentswahl statt.

## Hintergrund
Die letzte Präsidentschaftswahl vom 24. Juni 2018 war gleichzeitig der Beginn der Verfassungsreformen, die aus dem Referendum vom 16. April 2017 hervorgingen. Daraus resultierte, dass der Staatspräsident zugleich Regierungsoberhaupt ist. Amtsinhaber Erdoğan gewann die Wahl in der ersten Runde mit 52,6 % der Stimmen.
Ein aussichtsreicher Herausforderer Erdoğans war seit 2019 der Istanbuler Bürgermeister Ekrem İmamoğlu, bis dieser im Dezember 2022 wegen angeblicher Beleidigung der Wahlkommission zu zwei Jahren Haft und einem Politikverbot verurteilt worden war. Das Urteil gilt als politisch motiviert.
Im Januar 2023 stellte ein Bündnis von sechs Oppositionsparteien (darunter die größte: CHP) ihr Wahlprogramm vor. Die von Meral Akşener angeführte İyi Parti verließ das Bündnis Anfang März 2023 kurzzeitig, weil sie sich nicht für den CHP-Vorsitzenden Kemal Kılıçdaroğlu als Präsidentschaftskandidaten aussprechen wollte und plädierte stattdessen für İmamoğlu oder den Bürgermeister Ankaras, Mansur Yavaş. Beide hatten jedoch schon erklärt, nicht kandidieren zu wollen bzw. zu können. Die İyi Parti kehrte noch im selben Monat in das Bündnis zurück, worauf Kılıçdaroğlu als gemeinsamer Präsidentschaftskandidat bekanntgegeben wurde. Man einigte sich, die von der İyi Parti vorgeschlagenen zwei Bürgermeister im Falle eines Wahlsiegs zu Vizepräsidenten zu ernennen.
Im Februar 2023 ereigneten sich im Südosten der Türkei und in Teilen Syriens zwei starke Erdbeben und hunderte Nachbeben mit über 52.000 Toten. Diskutiert wurde, ob dies zu einem Abstimmungswandel in der Bevölkerung führe. Innerhalb der Regierungspartei AKP war über eine Verschiebung der Wahlen nachgedacht worden. Jedoch entschied Amtsinhaber Erdoğan, dass am Wahltermin festgehalten werde; eine Verschiebung hätte in die Zeit nach dem 10. Jahrestag der Gezi-Proteste fallen können.
Am 10. März 2023 wurden die vorgezogenen Wahlen von Präsident Erdoğan per Dekret verkündet; als Wahltermin legte er den 14. Mai 2023 fest.

## Wahlprozess
Es wird, wie auch in Frankreich, ein Zwei-Runden-System angewendet. Falls in der ersten Runde keiner der Kandidaten eine absolute Mehrheit erringen kann, wird in einer Stichwahl zwei Wochen später der Präsident gewählt.
Wählbar ist jeder türkische Staatsbürger, der das passive Wahlrecht zum Abgeordneten besitzt, das 40. Lebensjahr vollendet hat und über eine abgeschlossene Hochschulausbildung verfügt (Art. 101 Abs. 1 der Verfassung, Art. 6 PräsWahlG). Die Aufstellung eines Kandidaten erfolgt gemäß Art. 101 Abs. 3 Satz 1 der Verfassung, Art. 7 Abs. 1 PräsWahlG durch schriftlichen Vorschlag von mindestens 20 Parlamentsmitgliedern. Darüber hinaus können Parteien, die bei der letzten Parlamentswahl mindestens 5 Prozent der Stimmen erreicht hatten, einen gemeinsamen Kandidaten bestimmen (Art. 101 Abs. 3 Satz 2 der Verfassung, Art. 7 Abs. 2 PräsWahlG). Unabhängige Kandidaten bzw. Kandidaten, deren Partei diese Voraussetzungen nicht erfüllen, benötigen 100.000 notariell beglaubigte Unterschriften von wahlberechtigten Personen. Sie hatten vom 22. bis zum 27. März 2023 Zeit, diese Unterschriften zu sammeln.

## Kandidaten

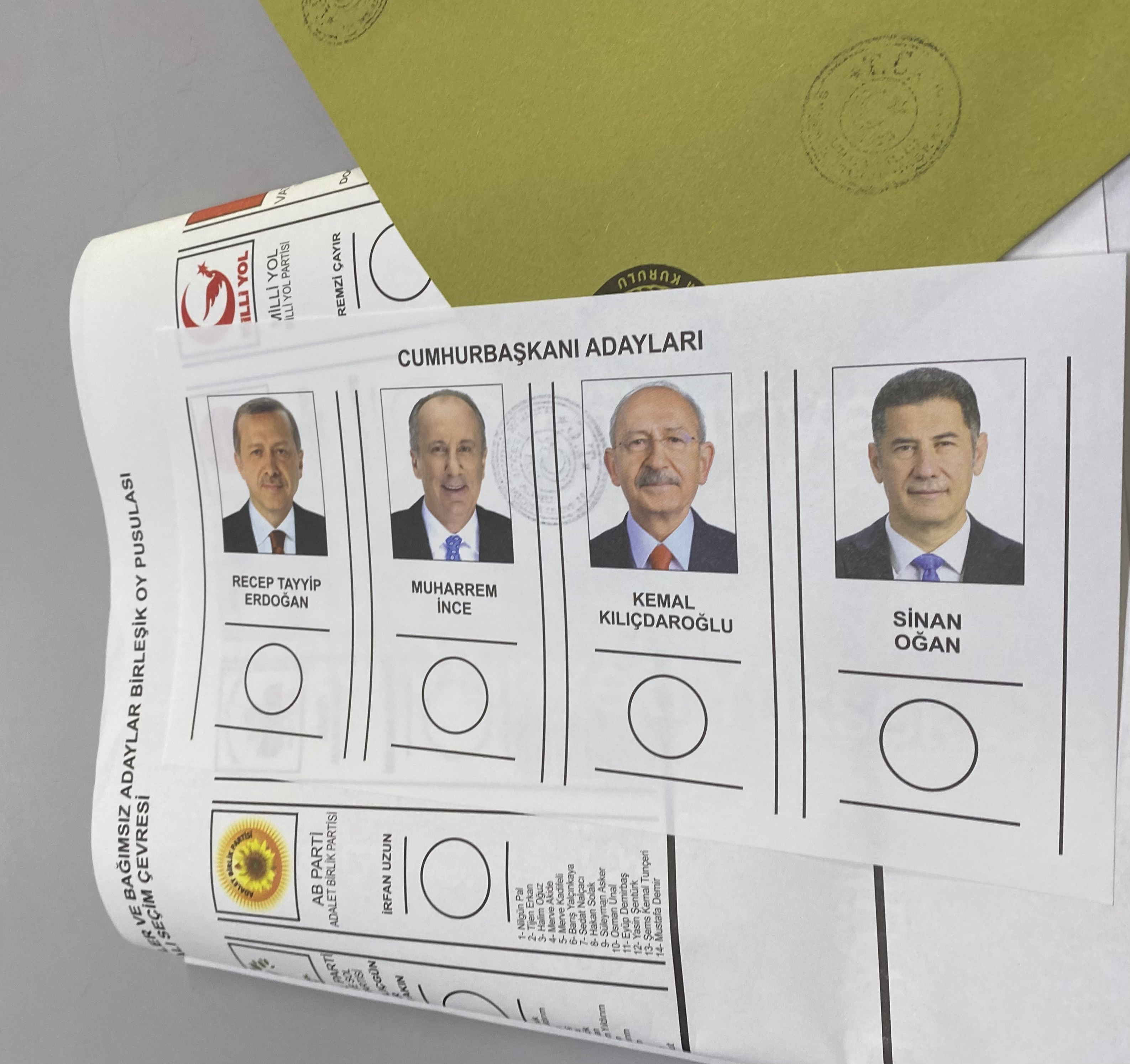
Wahlzettel zum ersten Wahlgang der türkischen Präsidentschaftswahl 2023

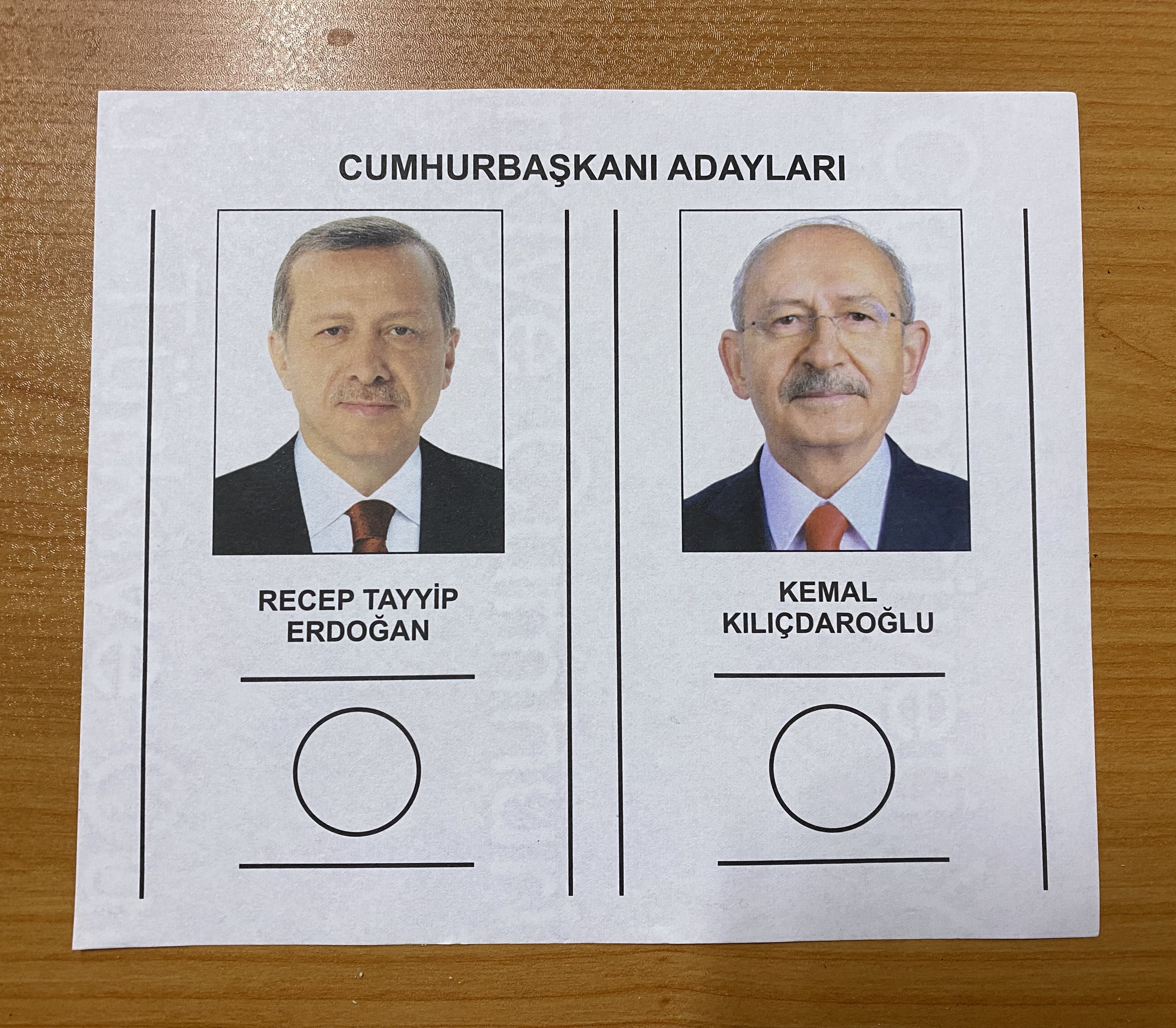
Wahlzettel zum zweiten Wahlgang der türkischen Präsidentschaftswahl 2023

| Über das Parlament nominiert | Über das Parlament nominiert | Konnten 100.000 Unterschriften sammeln                              | Konnten 100.000 Unterschriften sammeln               |
| | |                                                                     |                                                      |
| | |                                                                     |                                                      |
| Recep Tayyip Erdoğan | Kemal Kılıçdaroğlu | Sinan Oğan                                                          | Muharrem İnce (Kandidatur inoffiziell zurückgezogen) |
| Adalet ve Kalkınma Partisi Milliyetçi Hareket Partisi Büyük Birlik Partisi Hür Dava Partisi Yeniden Refah Partisi Demokratik Sol Parti Yeni Dünya Partisi Doğru Yol Partisi | Cumhuriyet Halk Partisi İyi Parti Demokrat Parti Saadet Partisi Demokrasi ve Atılım Partisi Gelecek Partisi Liberal Demokrat Parti Türkiye Komünist Partisi Bağımsız Türkiye Partisi Doğru Parti Halkın Kurtuluş Partisi Sol Parti Halkların Demokratik Partisi Türkiye İşçi Partisi Emek Partisi Emekçi Hareket Partisi Toplumsal Özgürlük Partisi Yeşil Sol Parti Milliyetçi Türkiye Partisi Kadın Partisi Teknoloji Kalkınma Partisi Türkiye Değişim Partisi Zafer Partisi (bei Stichwahl) | Zafer Partisi Adalet Partisi Ülkem Partisi Türkiye İttifakı Partisi | Memleket Partisi                                     |

Die Halkların Demokratik Partisi erklärte im März 2023, auf einen eigenen Kandidaten zu verzichten. Der frühere HDP-Co-Vorsitzende Selahattin Demirtaş, der bei vorherigen Wahlen für die HDP als Kandidat angetreten war, befindet sich seit 2016 in Haft.
Muharrem İnce hat am 11. Mai 2023 – drei Tage vor der Wahl – seine Kandidatur um das Präsidentenamt zurückgezogen. Er war dennoch auf den bereits gedruckten Wahlzetteln zu sehen. Zudem wurden für ihn abgegebene Stimmen regulär mitgezählt, wie der Hohe Wahlausschuss am Tag vor der Wahl bekanntgab. Eine Wahlempfehlung zugunsten eines anderen Präsidentschaftskandidaten hat er dabei nicht ausgesprochen. Da İnce ursprünglich der CHP von Kemal Kılıçdaroğlu angehörte, wurde spekuliert, dass der Rückzug dessen Wahlchancen erhöhe. Er rief İnce dazu auf, sich seinem Lager anzuschließen. Andererseits begründete İnce seinen Rückzug damit, dass die Opposition ihm nun nicht mehr die Schuld daran geben könne, dass sie die Wahl verliere.

## Wahlkampf

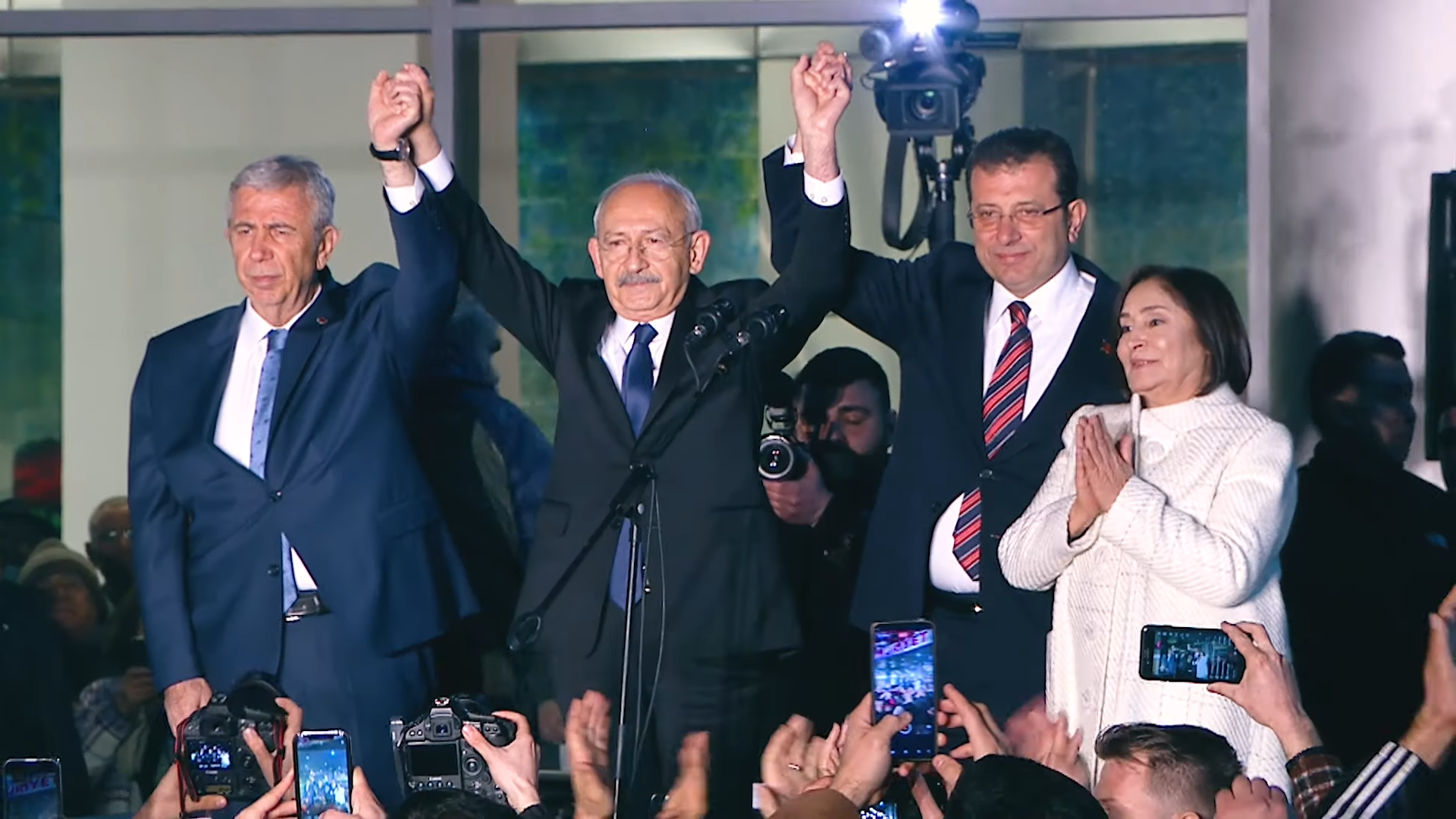
Mansur Yavaş, Kemal Kılıçdaroğlu und Ekrem İmamoğlu

Vor den Wahlen erhielt der Amtsinhaber Erdoğan sowie dessen politisches Lager eine umfassendere Berichterstattung und Sendezeit in den Staatsmedien und auf vielen Fernsehkanälen als die Opposition. Diese Ungleichheit bemängelte auch der oberste Wahlbeobachter bzw. der Koordinator der Wahlbeobachtermissionen von OSZE und Europarat: In den türkischen Medien wurde deutlich mehr und deutlich positiver über Erdoğan berichtet, als über Kılıçdaroğlu. Auch in Sicherheitsfragen war die Opposition benachteiligt. So wurden Menschen bei einem Wahlkampfauftritt von Ekrem İmamoğlu in Erzurum verletzt, nachdem dessen Team mit Steinen beworfen worden war. Die (von der AKP geführte) Stadtverwaltung von Erzurum hatte zuvor versucht, mit geparkten Bussen das Areal, in dem İmamoğlu später die Kundgebung gehalten hat, zu blockieren. Auch auf Kılıçdaroğlu waren in Sakarya Steine geworfen worden. Der 15-jährige Angreifer wurde freigelassen, nachdem Kılıçdaroğlu auf eine Anzeige verzichtet hatte. Kılıçdaroğlu bestand darauf, die Identität des Angreifers vor den Medien geheim zu halten.
Bei einer Wahlkampfveranstaltung in Istanbul beschimpfte Erdoğan seinen Herausforderer Kılıçdaroğlu als „Säufer und Betrunkenen“ und warf ihm vor, mit „Terroristen“ zusammenzuarbeiten. Kılıçdaroğlu kritisierte Regierungspolitiker, die einen möglichen Wahlsieg der Opposition mit einem Putsch gleichsetzten. Der Außenminister und AKP-Politiker Mevlüt Çavuşoğlu erklärte, dass die Regierung das Wahlergebnis in jedem Fall akzeptieren werde.
Kılıçdaroğlu veröffentlichte am 11. Mai auf Twitter einen Post, in dem er Russland der Einmischung in den Wahlkampf mit Deepfakes und der Verbreitung von Verschwörungen bezichtigte. Dabei bezog er sich auf kompromittierende Bilder und Videos von Muharrem İnce, die verbreitet wurden. Generell verkörpert Kılıçdaroğlu die Hoffnungen von EU und NATO auf eine stärker westlich orientierte Außenpolitik, die sich klar von Russland abgrenzt.
Erdoğan zeigte auf mehreren Wahlkampfveranstaltungen ein gefälschtes Video, welches suggerieren sollte, dass ranghohe PKK-Mitglieder Teil des Werbespots für Kılıçdaroğlu sind.
Zwischen erstem Wahlgang und Stichwahl erklärte Herausforderer Kılıçdaroğlu die Absicht, „alle Flüchtlinge nach Hause schicken“ zu werden, wenn er die Regierung übernehme. Kılıçdaroğlu sprach von 10 Millionen Flüchtlingen in der Türkei, ohne jedoch Belege dafür zu liefern. Laut Angaben der Vereinten Nationen (UN) leben in der Türkei 3,9 Millionen Flüchtlinge, wovon laut UN der Großteil aus Syrien stammt.
Am 22. Mai rief Sinan Oğan seine Wähler dazu auf, bei der Stichwahl zwischen Erdoğan und Kılıçdaroğlu für Erdoğan zu stimmen. Dagegen sprach sich die Zafer Partisi, die sich zuvor im ersten Wahlgang hinter Sinan Oğan gestellt hatte, für Kılıçdaroğlu in der Stichwahl aus. Am 25. Mai gab das Team von Kılıçdaroğlu bekannt, den Amtsinhaber Erdoğan wegen der Ausstrahlung eines gefälschten Wahlkampfvideos auf umgerechnet 46.000 Euro verklagt zu haben.

## Ergebnisse der beiden Wahlgänge
| Kandidat                                                    | Kandidat                                                    | Ergebnis des ersten Wahlgangs                               | Ergebnis des ersten Wahlgangs                               | Ergebnis des zweiten Wahlgangs (Stichwahl) | Ergebnis des zweiten Wahlgangs (Stichwahl) |
| Kandidat                                                    | Kandidat                                                    | Anzahl                                                      | %                                                           | Anzahl                                     | %                                          |
| ----------------------------------------------------------- | ----------------------------------------------------------- | ----------------------------------------------------------- | ----------------------------------------------------------- | ------------------------------------------ | ------------------------------------------ |
|                                                             | Recep Tayyip Erdoğan                                        | 27.133.849                                                  | 49,52                                                       | 27.834.692                                 | 52,18                                      |
|                                                             | Kemal Kılıçdaroğlu                                          | 24.595.178                                                  | 44,88                                                       | 25.504.552                                 | 47,82                                      |
|                                                             | Sinan Oğan                                                  | 2.831.239                                                   | 5,17                                                        |                                            |                                            |
|                                                             | Muharrem İnce                                               | 235.783                                                     | 0,43                                                        |                                            |                                            |
| Gesamt                                                      | Gesamt                                                      | 54.796.049                                                  | 100,00                                                      | 53.339.244                                 | 100,00                                     |
| Registrierte Wähler                                         | Registrierte Wähler                                         | 64.145.504                                                  |                                                             | 64.197.419                                 |                                            |
| Abgegebene Stimmen / Wahlbeteiligung                        | Abgegebene Stimmen / Wahlbeteiligung                        | 55.833.153                                                  | 87,04                                                       | 54.023.616                                 | 84.15                                      |
| Gültige Stimmen                                             | Gültige Stimmen                                             | 54.796.049                                                  | 98,14                                                       | 53.339.244                                 | 98.73                                      |
| Ungültige Stimmen                                           | Ungültige Stimmen                                           | 1.037.104                                                   | 1,86                                                        | 684.372                                    | 1.27                                       |
| Quelle: Cumhuriyet (unter Berufung auf Hohen Wahlausschuss) | Quelle: Cumhuriyet (unter Berufung auf Hohen Wahlausschuss) | Quelle: Cumhuriyet (unter Berufung auf Hohen Wahlausschuss) | Quelle: Cumhuriyet (unter Berufung auf Hohen Wahlausschuss) | Quelle: Habertürk                          | Quelle: Habertürk                          |

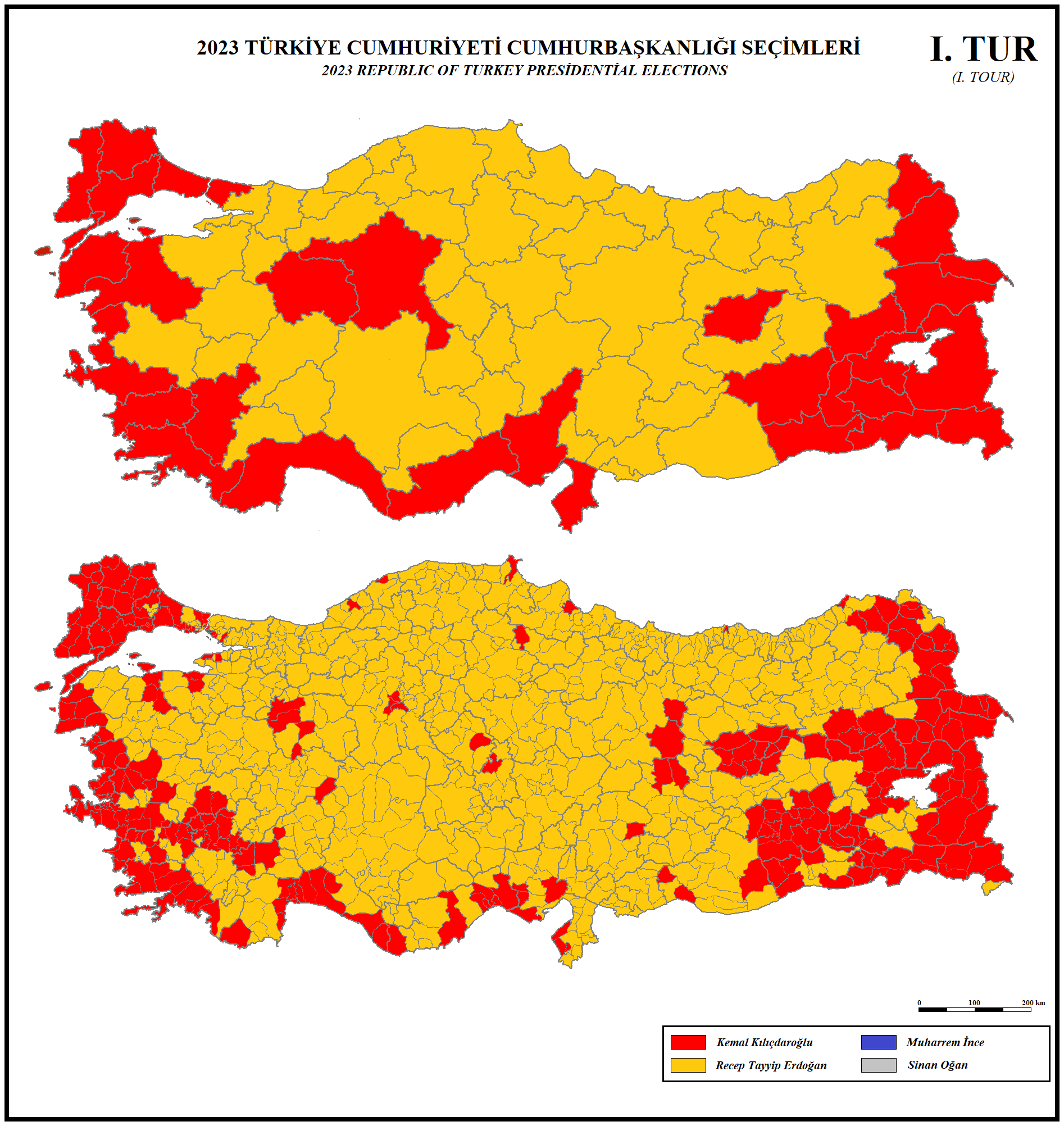
Diese Übersicht zeigt, welcher Präsidentschaftskandidat im ersten Wahlgang die meisten Stimmen in den türkischen Provinzen (obere Karte) und in den türkischen Bezirken (untere Karte) erhielt. Die Stimmen der im Ausland lebenden Türken fallen keiner Provinz und keinem Bezirk zu.

Mit 67,4 % der in Deutschland abgegebenen Stimmen erhielt Erdoğan im 2. Wahlgang etwa zwei Drittel der Stimmen der rund 1,5 Millionen für die Türkei wahlberechtigten Deutsch-Türken. Kılıçdaroğlu erhielt 32,6 %. Die Wahlbeteiligung lag der Süddeutschen Zeitung zufolge bei „knapp 50 %“.

## Umfragen

### Umfragen für den ersten Wahlgang

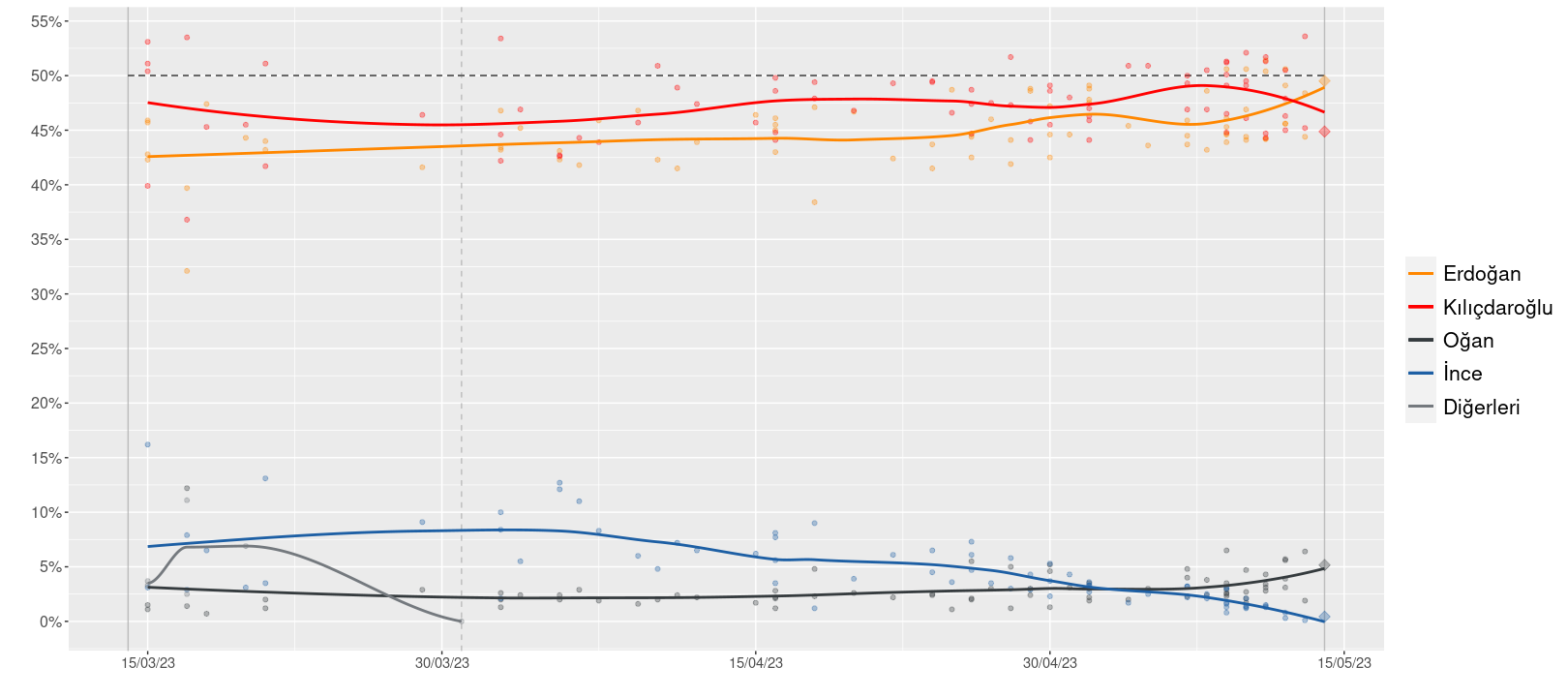
Ein LOESS-Diagramm, das die Umfragen für die türkischen Präsidentschaftswahlen 2023 anzeigt

| Erhebungszeitraum/Veröffentlichungsdatum | Umfrageinstitut | Befragte | Erdoğan | Kılıçdaroğlu | Oğan | İnce |
| ---------------------------------------- | --------------- | -------- | ------- | ------------ | ---- | ---- |
| 12. Mai 2023                             | Türkiye Raporu  | 1.500    | 45,6    | 50,5         | 3,9  | –    |
| 11. bis 12. Mai 2023                     | ASAL            | 2.017    | 50,6    | 46,3         | 3,1  | –    |
| 9. bis 12. Mai 2023                      | Aksoy           | 4.000    | 45,6    | 47,9         | 5,7  | –    |
| 10. bis 11. Mai 2023                     | ORC             | 3.920    | 44,2    | 51,7         | 2,8  | 1,3  |
| 10. bis 11. Mai 2023                     | GENAR           | 2.000    | 51,4    | 44,3         | 4,3  | –    |
| 9. bis 11. Mai 2023                      | Optimar         | 5.950    | 50,4    | 44,7         | 3,4  | 1,5  |
| 8. bis 11. Mai 2023                      | Avrasya         | 2.476    | 44,2    | 51,3         | 3,1  | 1,4  |
| 9. bis 10. Mai 2023                      | Yöneylem        | 2.476    | 44,4    | 49,5         | 4,7  | 1,4  |
| 9. bis 10. Mai 2023                      | MetroPOLL       | 2.038    | 46,9    | 49,1         | 2,7  | 1,3  |
| 6. bis 9. Mai 2023                       | Piar            | –        | 45,3    | 51,3         | 2,6  | 0,8  |
| 5. bis 9. Mai 2023                       | ALF             | 6.000    | 44,7    | 51,2         | 2,5  | 1,6  |
| 2. bis 9. Mai 2023                       | Artıbir         | 1.500    | 44,6    | 50,1         | 2,3  | 3,0  |
| 2. bis 8. Mai 2023                       | Bulgu           | 2.400    | 43,2    | 50,5         | 3,8  | 2,5  |
| 6. bis 7. Mai 2023                       | KONDA           | 3.480    | 43,7    | 49,3         | 4,8  | 2,2  |
| 3. bis 7. Mai 2023                       | Saros           | 8.164    | 46,1    | 51,0         | 2,9  | –    |
| 27. April bis 5. Mai 2023                | Avrasya         | 5.600    | 43,6    | 50,9         | 3,0  | 2,5  |
| 26. April bis 4. Mai 2023                | MAK             | 5.750    | 45,4    | 50,9         | 2,0  | 1,7  |

### Umfragen für die Stichwahl Erdoğan gegen Kılıçdaroğlu

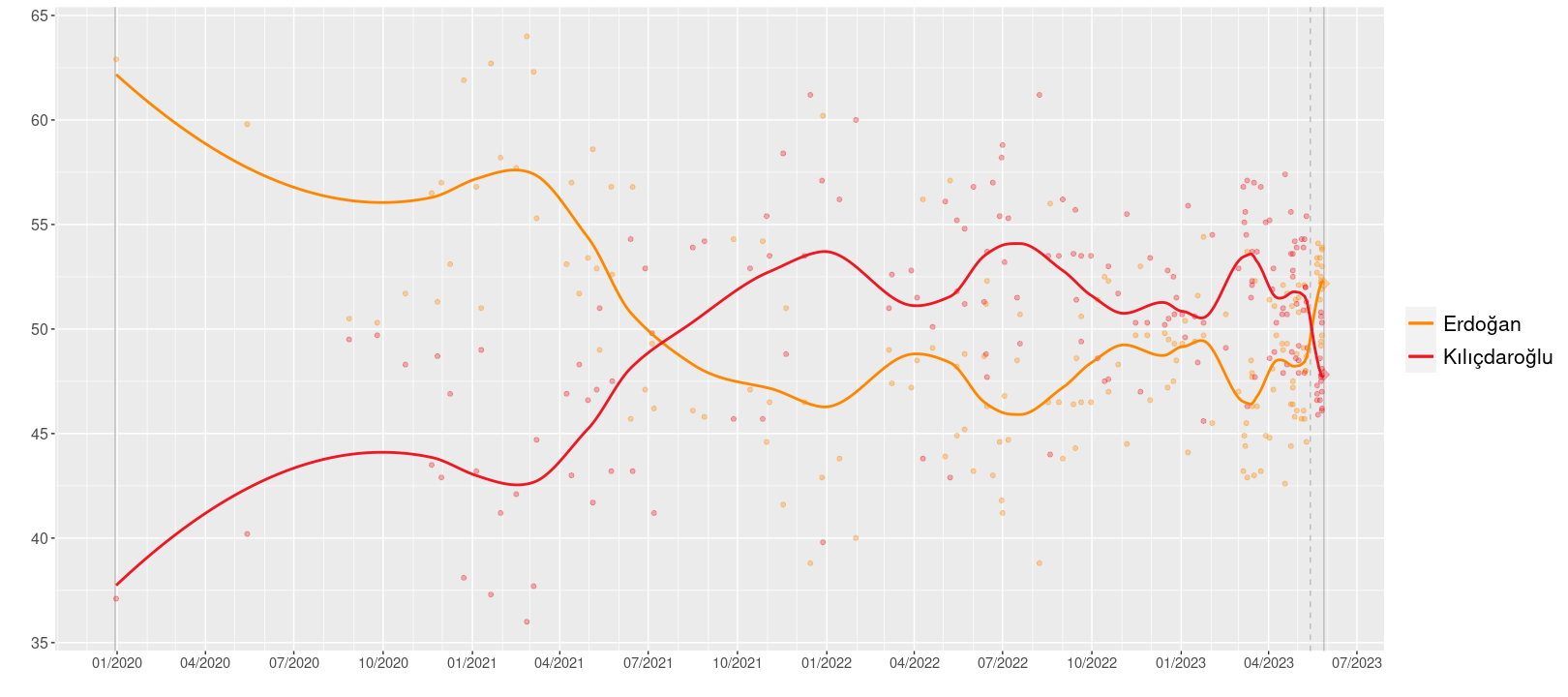
LOESS-Diagramm zu den Umfragen zwischen den beiden Kandidaten

| Erhebungszeitraum/Veröffentlichungsdatum | Umfrageinstitut | Befragte | Erdoğan | Kılıçdaroğlu |
| ---------------------------------------- | --------------- | -------- | ------- | ------------ |
| 9. bis 10. Mai 2023                      | MetroPOLL       | 2.038    | 48,7    | 51,3         |
| 8. bis 9. Mai 2023                       | Area            | 3.000    | 48,0    | 52,0         |
| 2. bis 8. Mai 2023                       | Bulgu           | 2.400    | 45,7    | 54,3         |
| 3. bis 7. Mai 2023                       | Saros           | 8.164    | 46,1    | 53,9         |